# Відкритий чемпіонат Японії з тенісу AIG 2003
Відкритий чемпіонат Японії з тенісу AIG 2003 - чоловічий і жіночий тенісний турнір, що проходив на відкритих кортах з твердим покриттям Ariake Coliseum в Токіо (Японія). Належав до серії International Gold в рамках Туру ATP 2003, а також серії Tier III в рамках Туру WTA 2003. Тривав з 29 вересня до 5 жовтня 2003 року. Райнер Шуттлер і Марія Шарапова здобула титул в одиночному розряді.

## Фінальна частина

### Одиночний розряд, чоловіки
Райнер Шуттлер —  Себастьян Грожан 7–6(7–5), 6–2
- Для Шуттлера це був 1-й титул за рік і 4-й - за кар'єру.

### Одиночний розряд, жінки
Марія Шарапова —  Аніко Капрош 2–6, 6–2, 7–6(7–5)
- Для Шарапової це був 1-й титул за кар'єру.

### Парний розряд, чоловіки
Джастін Гімелстоб /  Ніколас Кіфер —  Скотт Гамфріс /  Марк Мерклейн 6–7(6–8), 6–3, 7–6(7–4)
- Для Гімелстоба це був 1-й титул за рік і 10-й - за кар'єру. Для Кіфера це був 1-й титул за рік і 3-й - за кар'єру.

### Парний розряд, жінки
Марія Шарапова /  Тамарін Танасугарн —  Ешлі Кергілл /  Ешлі Гарклроуд 7–6(7–1), 6–0
- Для Шарапової це був 1-й титул за рік і 1-й — за кар'єру. Для Танасугарн це був 2-й титул за сезон і 5-й — за кар'єру.